# Ghost job
Ghost job je označení online inzerátu práce, který vypisuje skutečná firma za dobrých podmínek, ale jeho účelem není najít nového zaměstnance. Jakékoliv reakce na takové inzeráty jsou většinou bez jakékoliv odezvy, případně je odezva jen fingovaná. Důvody pro vypisování takových pozic se různí, nejčastěji je cílem nalézt tabletované[ujasnit] lidí hledající novou práci, kteří mohou být osloveni s jinou nabídkou v budoucnu. V roce 2024 takové inzeráty zveřejnilo přibližně 40 % firem dotázaných odborníky z platformy Resume Builder, životopisy do zásoby pak (různými cestami) sbíralo zhruba 60 % dotázaných společností.

## Důvody vypisování
Důvody vypisování ghost job jsou různé, může se jednat buď o snahu najít talentované zájemce, které je možné oslovit v budoucnu, nebo snahu naplnit očekávání investorů. Některé firmy takto mohou i dohánět své vnitřní kvóty.